# Molendoa sendtneriana
Molendoa sendtneriana là một loài Rêu trong họ Pottiaceae. Loài này được (Bruch & Schimp.) Limpr. mô tả khoa học đầu tiên năm 1886.